# 于文明
于文明（1963年6月—），山东单县人，中华人民共和国政治人物，全国政协委员。1985年8月毕业于山东中医学院中医专业，1988年8月毕业于天津中医学院中医专业，研究生学历，医学硕士学位。
加入中国农工民主党，1988年起，历任中国中医药报社记者、编辑，中药与通联部负责人、副主任。1997年任中国中医药科技开发交流中心主任，2004年任国家中医药管理局副局长。2007年任国家药典委员会副主任委员、农工党北京市委会主委。2017年12月任农工党十六届中央专职副主席。2018年6月任国家中医药管理局局长。2008年，当选第十一届全国政协委员，代表中国农工民主党，分入第十组，担任教科文卫体委员会专委。2018年1月，当选第十三届全国政协委员。2025年6月，因涉嫌职务违法，被调查。